# Derbe rubigosa
Derbe rubigosa är en insektsart som beskrevs av Ronald Gordon Fennah 1952. Derbe rubigosa ingår i släktet Derbe och familjen Derbidae. Inga underarter finns listade i Catalogue of Life.